# ゲンスブール版女性飼育論
『ゲンスブール版女性飼育論』（原題：Vu de l'extérieur）は、セルジュ・ゲンスブールが1973年に発表したアルバム。

## 解説
猥褻なテーマの楽曲を多数収録したアルバムで、音楽評論家のデイヴ・トンプソンは、allmusic.comにおいて本作を「汚く下品でスカトロジー的な戯れだが、滑らかで甘美で抗しがたい魅力に包まれており、アラン・ホークショウが率いるイギリス人のバッキング・ミュージシャン達ですら、ゲンスブールが何について歌っているのか気づいていなかった」と評している。また、東瀬戸悟は、本作の歌詞の響きについて「妙にP行が多い」「幼児退行的な響き」と指摘している。
1970年代以降のゲンスブールは語り調で歌うことが多かったが、本作ではメロディを伴った歌唱が主体で、音楽評論家の松山晋也は「本作での歌はとても甘美でメランコリックなメロディになっている。そういう点で万人向けだろう」と評している。
「手ぎれ」の歌詞は、ポール・ヴェルレーヌの詩「秋の歌」に影響を受けており、歌詞の中にヴェルレーヌの名前が登場する。「Des vents des pets des poums」は「小便くさい奴」という日本語タイトルが付けられているが、実際には屁をテーマにした楽曲で、ゲンスブールが後に出版する小説『スカトロジー・ダンディズム』の布石となった。

## 収録曲
全曲セルジュ・ゲンスブール作。
1. 手ぎれ - "Je suis venu te dire que je m'en vais" - 3:20
2. みかけ - "Vu de l'extérieur" - 3:38
3. パンパン・キュキュ - "Panpan cucul" - 2:40
4. パラザール・パラゼ - "Par hasard et pas rasé" - 2:26
5. 小便くさい奴 - "Des vents des pets des poums" - 2:53
6. チチカカ湖 - "Titicaca" - 2:57
7. パメラ・ポポ - "Pamela Popo" - 2:23
8. プペ人形 - "La poupée qui fait" - 2:59
9. メスのカバ・イポポダム - "L'hippopodame" - 1:42
10. 官能物語 - "Sensuelle et sans suite" - 3:02

## 参加ミュージシャン
- セルジュ・ゲンスブール - ボーカル
- アラン・ホークショウ - ピアノ、エレクトリックピアノ、オルガン
- アラン・パーカー - アコースティック・ギター
- ジャド・プロクター - アコースティック・ギター、エレクトリックギター
- ブライアン・オジャーズ - ベース
- デイヴ・リッチモンド - ベース
- ドゥギー・ライト - ドラムス
- クリス・カラン - パーカッション